# UK Singles Chart

Logo chính thức của Bảng xếp hạng

UK Singles Chart (hiện nay tên là Official Singles Chart, với phần trên thường được gọi là Official UK Top 40) do Official Charts Company (OCC) biên soạn, đại diện cho ngành thu âm nước Anh, liệt kê đĩa đơn bán chạy nhất ở Anh , dựa trên doanh số bán hàng thực tế, lượt tải xuống trả phí và phát trực tuyến. Bảng xếp hạng chính thức phát sóng trên BBC Radio 1 và MTV (Top 40 chính thức của Anh), là thước đo chính thức được ngành công nghiệp âm nhạc Anh công nhận về mức độ phổ biến của đĩa đơn và album, vì đây là bảng nghiên cứu toàn diện nhất về loại hình này, cho đến nay đã khảo sát hơn 15.000 nhà bán lẻ và dịch vụ kỹ thuật số hàng ngày, chiếm 99,9% tổng số đĩa đơn được tiêu thụ ở Anh trong tuần và hơn 98% album. Để đủ điều kiện xuất hiện trong bảng xếp hạng, đĩa đơn phải được Official Charts Company (OCC) xác nhận là một 'bản thu đơn lập' có không quá bốn đoạn nhạc và không phát lâu hơn hơn 25 phút hoặc một bản thu thanh kỹ thuật số không dài hơn 15 phút với giá bán tối thiểu là 40 pence. Các quy tắc đã thay đổi nhiều lần khi công nghệ phát triển, đáng chú ý nhất là việc đưa vào tải xuống kỹ thuật số vào năm 2005 và phát trực tuyến vào tháng 7 năm 2014.
Trang web OCC chứa bảng xếp hạng Top 100. Một số phương tiện truyền thông chỉ liệt kê Top 40 (chẳng hạn như BBC, với chương trình Radio 1 của họ theo sau Casey Kasem của Top 40 US vào thập niên 1970) hoặc Top 75 (chẳng hạn như Music Week, với tất cả các bản ghi trong Top 75 được mô tả là 'các bản hit') của danh sách này. Tuần chạy từ 00:01 Thứ Sáu đến nửa đêm Thứ Năm.
Bảng xếp hạng Top 40 do BBC Radio 1 được phát hành lần đầu vào các buổi chiều thứ Sáu do  với tên The Official Chart từ 16:00 đến 17:45, trước khi toàn bộ Bảng xếp hạng đĩa đơn chính thức Top 100 được đăng trên trang web chính thức của Công ty Charts. Một bảng xếp hạng đối thủ, The Official Big Top 40, phát sóng vào các buổi chiều Chủ nhật từ 16:00 đến 19:00 trên Capital và Heart trên khắp Vương quốc Anh. Top 40 chính thức chỉ dựa trên dữ liệu của Apple, (các luồng Apple Music và tải xuống iTunes) cộng với phát sóng radio thương mại trên mạng vô tuyến Global.
UK Singles Chart bắt đầu được tổng hợp vào năm 1952. Theo thống kê của Official Charts Company, tính đến ngày 1 tháng 7 năm 2012, đã có 1.200 đĩa đơn đứng đầu UK Singles Chart. Con số chính xác của những đĩa đơn đứng đầu bảng xếp hạng còn gây tranh cãi do có quá nhiều bảng xếp hạng cạnh tranh từ thập niên 1950 đến 1980, nhưng danh sách thường được sử dụng là danh sách Sách Guinness về các đĩa đơn ăn khách của Anh xác nhận và sau đó được thông qua bởi Official Charts Company. Công ty coi một khoảng thời gian chọn lọc của bảng xếp hạng New Musical Express (chỉ từ năm 1952 đến năm 1960) và bảng xếp hạng Record Retailer từ năm 1960 đến năm 1969 là tiền thân cho giai đoạn trước đến ngày 11 tháng 2 năm 1969, nơi nhiều bảng xếp hạng cạnh tranh (không chính thức) cùng tồn tại. Ví dụ: BBC đã biên soạn biểu đồ của riêng họ dựa trên mức đánh giá của các bài báo âm nhạc vào thời điểm đó; nhiều bài hát được công bố là đã đạt vị trí số một trên BBC Radio và Top of the Pops trước năm 1969 nhưng không được liệt kê là bài hát đứng đầu bảng xếp hạng theo tiêu chí kế thừa của Charts Company.
Vị trí quán quân đầu tiên trên UK Singles Chart là "Here in My Heart" của Al Martino trong tuần kết thúc vào ngày 14 tháng 11 năm 1952. Kể từ tuần kết thúc vào ngày 26 tháng 1 năm 2023, UK Singles Chart đã có 1408 lượt truy cập.